# Midaskomplex

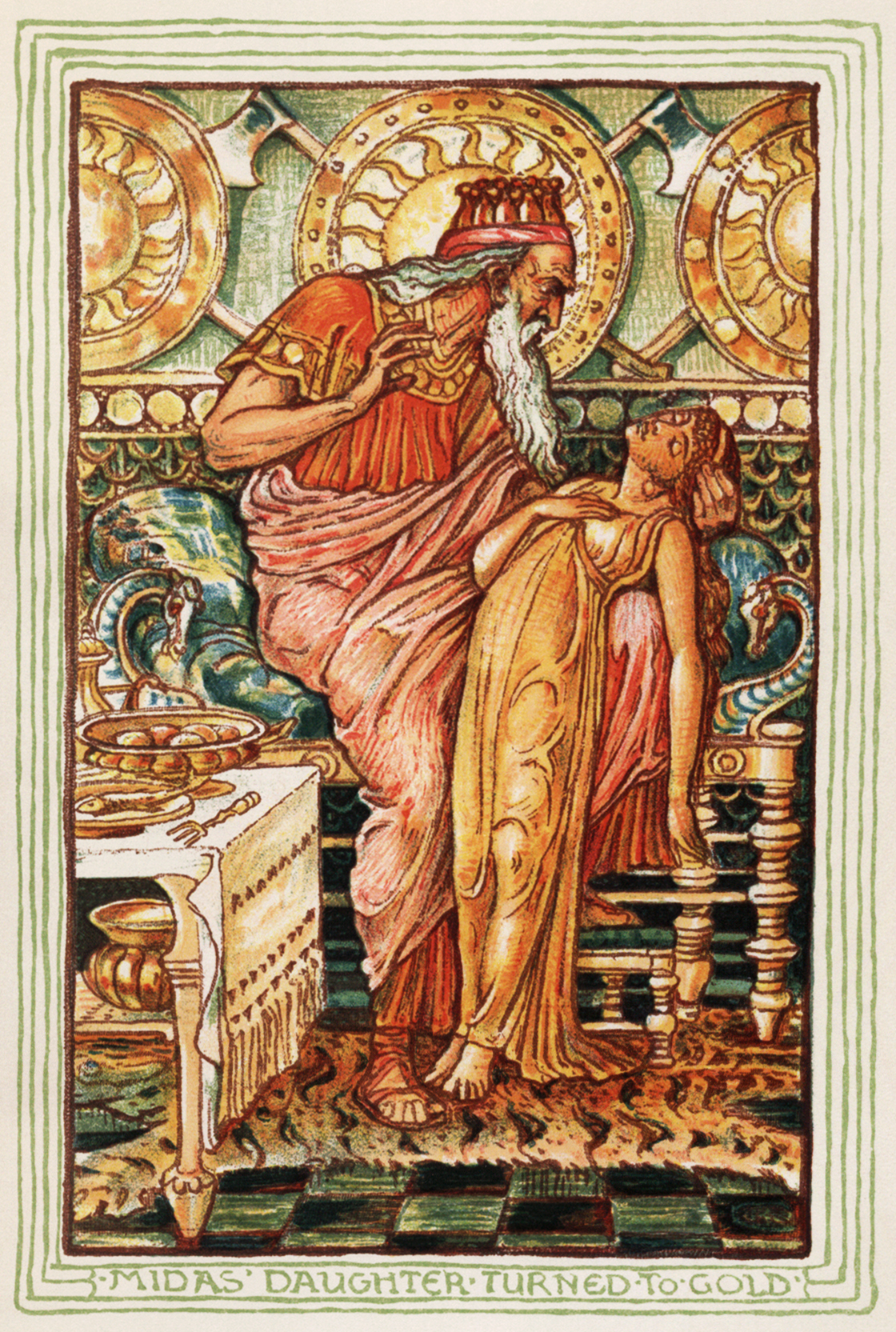
Midas verwandelt seine Tochter versehentlich in Gold (Walter Crane, 1893)

Der Midaskomplex ist ein psychoanalytisches Konzept, das Ernest Borneman in seiner Arbeit „Psychoanalyse des Geldes“ entsprechend dem Freud’schen Ödipuskomplex entwickelt hat. Der Begriff wird inzwischen in Zusammenhang mit einer pathologischen Geldgier verwendet. Doch während der auf die Eltern gerichtete Ödipuskomplex zum Kernkomplex der Neurosen und damit zum Kernkomplex der Psychoanalyse wurde, hat der auf Gold und Geld bezogene Borneman’sche Midaskomplex in der Psychoanalyse bisher wenig Beachtung gefunden.
Der Psychoanalytiker Wolfgang Harsch hat in seiner Arbeit „Der Midaskomplex“ diesen folgendermaßen beschrieben: „Der Midaskomplex, als Gold- oder Geldkomplex, erscheint im Gegensatz zum Ödipuskomplex als ein prägenitaler Komplex, bei dem die Goldliebe sowohl die Eltern- und die Kinderliebe, als auch die Geschlechtsliebe ersetzt.“ Während der Ödipuskomplex bereits der genitalen Entwicklungsstufe angehört und geschlechtsspezifisch ist, ist es der Midaskomplex nicht und befindet sich noch auf der oral-analen Entwicklungsstufe.
König Midas ist eine Gestalt der griechischen Mythologie, die durch eine maßlose und damit lebensbedrohliche Goldgier charakterisiert ist. Midas erbittet sich von Dionysos, den er bewirtet hat, dass alles, was er berühre, sich in Gold verwandeln solle. Doch er muss entdecken, dass sich für ihn nun auch Speise und Trank, Kleider und Frauen in Gold verwandeln. Borneman schreibt: „Hier hat die Verdrängung des Gebrauchswerts durch den Tauschwert nicht nur den Nutzen der Wesen und Dinge negiert, sondern droht bereits, den Besitzer zu negieren: er stirbt am Geld, er verhungert, verdurstet, erfriert am Geld. In diesem Sinne zerstört der Analcharakter sich selbst, denn auch er ist das Produkt der gleichen Verdrängung.“ Für Borneman ist der Midaskomplex ein Spiegelbild der ökonomischen Verhältnisse: „Die tägliche, unabwendbare, unentrinnbare Transformation aller greifbaren Werte in ungreifbare, austauschbare Kategorien wie Ware, Geld, Preis und Lohn hat das Seelenleben des Menschen im Kapitalismus gegenüber der Feudalzeit völlig verändert.“

## Zitatnachweise
1. ↑  Ernest Borneman: Psychoanalyse des Geldes, S. 421 ff., Frankfurt a. M.: Suhrkamp, 1973; ISBN 978-3-8379-2143-4
2. ↑  Wolfgang Harsch: Der Midaskomplex: Zur unbewussten Bedeutung von Gold, Geld und Kapital, Gießen: Psychosozial-Verlag 2012; ISBN 978-3-8379-2143-4, S. 77/78.
3. ↑  Wolfgang Harsch: Der Midaskomplex: Zur unbewussten Bedeutung von Gold, Geld und Kapital, Gießen: Psychosozial-Verlag 2012; ISBN 978-3-8379-2143-4, S. 87.
4. ↑  vgl. Ovid, Metamorphosen, Buch XI, Vers 102-145
5. ↑  Ernest Borneman: Psychoanalyse des Geldes, Frankfurt a. M.: Suhrkamp, 1973; ISBN 978-3-8379-2143-4, S. 447.
6. ↑  Ernest Borneman: Psychoanalyse des Geldes, Frankfurt a. M.: Suhrkamp, 1973; ISBN 978-3-8379-2143-4, S. 446